# 古榕双桥
古榕双桥位于广西桂林市区榕湖的古南门前，与榕溪桥相临，因为桥前有一棵千年古榕而得名，桥宽4米，桥长30米。参照了圆明园天宝坞玉带桥的桥型，也是一座汉白玉大桥。